# Ла-Мюр-Аржан
Ла-Мюр-Аржа́н (фр. La Mure-Argens, окс. La Mura e Argenç) — коммуна во Франции, находится в регионе Прованс — Альпы — Лазурный Берег. Департамент коммуны — Альпы Верхнего Прованса. Входит в состав кантона Сент-Андре-лез-Альп. Округ коммуны — Кастелан.
Код INSEE коммуны — 04136.

## Население
Население коммуны на 2008 год составляло 321 человек.
| 1962 | 1968 | 1975 | 1982 | 1990 | 1999 | 2008 |
| ---- | ---- | ---- | ---- | ---- | ---- | ---- |
| 140  | 141  | 172  | 209  | 233  | 249  | 321  |

## Экономика
Основу экономики составляет сельское хозяйство.
В 2007 году среди 197 человек в трудоспособном возрасте (15—64 лет) 134 были экономически активными, 63 — неактивными (показатель активности — 68,0 %, в 1999 году было 70,9 %). Из 134 активных работали 125 человек (64 мужчины и 61 женщина), безработных было 9 (6 мужчин и 3 женщины). Среди 63 неактивных 7 человек были учениками или студентами, 32 — пенсионерами, 24 были неактивными по другим причинам.